# インターネットコミュニティ
インターネットコミュニティは、WWW（ワールド ワイド ウェブ）等のインターネットのアプリケーションを通じて共通の関心分野、価値観や目的を持った利用者が集まって持続的に相互作用する場であり、提供されるネットワークサービスの総称。
関心分野としては、ライフスタイル／ライフイベント／趣味嗜好/時事／知識創発などがある。
目的は、多種多様だが大きくは、情報交換型コミュニティ（情報交換・評価／問題解決・相互扶助が目的）と社交型コミュニティ（コミュニケーションが目的）に区分できる。
現在はフォーラム(forum)は派生して電子会議を指し、電子会議では議題とするテーマなどにより、電子掲示板をグループ分けして階層構造にしたり、会員が相互に利用できるデータライブラリーなどを設けていることが多く、この場合「掲示板」とほぼ同じ意味で「forum」という言葉が使われる。

## 概要
インターネットコミュニティでは、集まった利用者の自発的な活動を通じて情報の共有（N対N）や発信（1対N）などコミュニケーションが行われる。利用者同士の話し合いで編集を行ったり、規則（ネチケット）を制定したりするウィキペディアもコミュニティの一種だと言える。
ウェブサービスとしては、電子掲示板、ブログ、SNS、チャット、口コミ、メーリングリスト、ウィキ、ネットニュース、仮想空間などの組み合わせによって成立しているものが多く、利用者間でメッセージのやり取り（1対1）を可能にするパーソナルコミュニケーションツールを提供する場合も多い。これらを組み合わせて提供していたサービスはインターネット黎明期まで遡ると、子供向けで1996年に開設されたマグネットがあった。技術的な観点では、電子「フォーラム」や「ボード」はユーザー生成コンテンツを管理するウェブアプリケーションである。
さらにその前史は、IP以前の草の根BBSやUSENET、fj.*他のネットニュース、後者から分化したメーリングリストに求めることができる。インターネットが一般に普及してきて、コミュニティへの参入者が増え、新しいコミュニティも多く形成された。
一方で、犯罪予告など悪意を含んだ書き込みがされる2ちゃんねるといった匿名掲示板や、出会い系サイトによる殺人事件など負のイメージもある。日本国の有名なサイトは5Ch yahoo japan Girls channelがあり誹謗中傷によって被害者を自殺に導く事件も多い

## 歴史
インターネットフォーラムの起源は、コンピューターカンファレンスシステム (computer conferencing system)やダイアルアップ電子掲示板（BBS）などである 。初期のインターネットフォーラムは、電子メーリングリストやUsenetニュースグループのウェブ版とも記述することができるであろう。これらのシステムでは、ユーザーが別のユーザーのメッセージにメッセージやコメントを投稿することができる。後には、異なるニュースグループを模擬して、特定のトピックに関する複数のフォーラムを提供するサービスが開発された。
最初期のフォーラム・システムの一つは、1970年代初頭に開発されたPlanet-Forum system、1976年にサービス開始したEIES systemや、1977年にサービス開始したKOM systemがある。
最初期のフォーラム・サイトの一つは、1983年にサービス開始したDelphi Forums（かつてはDelphiで、2022年現在でもアクティブである。
フォーラムは、ウェブ上のサービスではないことを除けば、1970年代後半に始まったダイアルアップ電子掲示板やUsenetと機能的には類似している。最初期のウェブベースのフォーラムは、1994年のW3コンソーシアムによるWITプロジェクトまで遡ることができる。これ以降も、数々の類似のフォーラムが立ち上げられた。

## フォーラムの構造
フォーラムは、ディレクトリ構造  のような樹形図状で構成される。最上に位置するのが“カテゴリー”である。フォーラムはそれぞれ関連付けられた議題のカテゴリーへと分けられる。
カテゴリーの下がサブフォーラムとなり、これらのサブフォーラムに更に拡張したサブフォーラムが追加される場合もある。
サブフォーラムの次が最下となる議題（通常スレッド呼ばれる）であり、この各議題の中でメンバーが討議を開始したり、メッセージを投稿できる。
論理的にフォーラムは通常、主となる1つの議題を持つ限定された一まとまりの複数議題からなり、更新はメンバーによって進められ、モデレーターにより管理される。

## インターネットコミュニティの効果
インターネットコミュニティは、ネットコミュニティとも呼ばれ、様々な事業者が提供するネットワークサービスである。
事業者がネットコミュニティを提供する目的は、mixiやモバゲータウンのようにメディア事業を目的として構築する場合とメーカーなどが既存事業に対するマーケティング効果などシナジーを求めて構築する場合がある。
事業者がネットコミュニティを構築するビジネス効果
- サイト活性化効果

1. アクティブユーザーの増加
2. サイトへのロイヤリティーの向上
3. リピーターの増加
4. サイト滞在時間の増加

- プロモーション効果

1. サイト内コンテンツ数の増大
2. サイトアクセスの増加
3. 新規ユーザーの獲得

- マーケティング効果

1. ユーザーのニーズ調査
2. ユーザーのデータ収集

ネットコミュニティの利用者が得る効用メリット
1. 経済的メリット（効率の上昇/支出の抑制/収入の増加）
2. 精神的満足（基本的コミュニケーション欲求/悩みの解消/社会的認知/自己実現）